# Motorvärmare
Motorvärmare används inbyggda i motorfordon för att värma upp deras motor. Den används under vinterhalvåret.

## Elektrisk motorvärmare

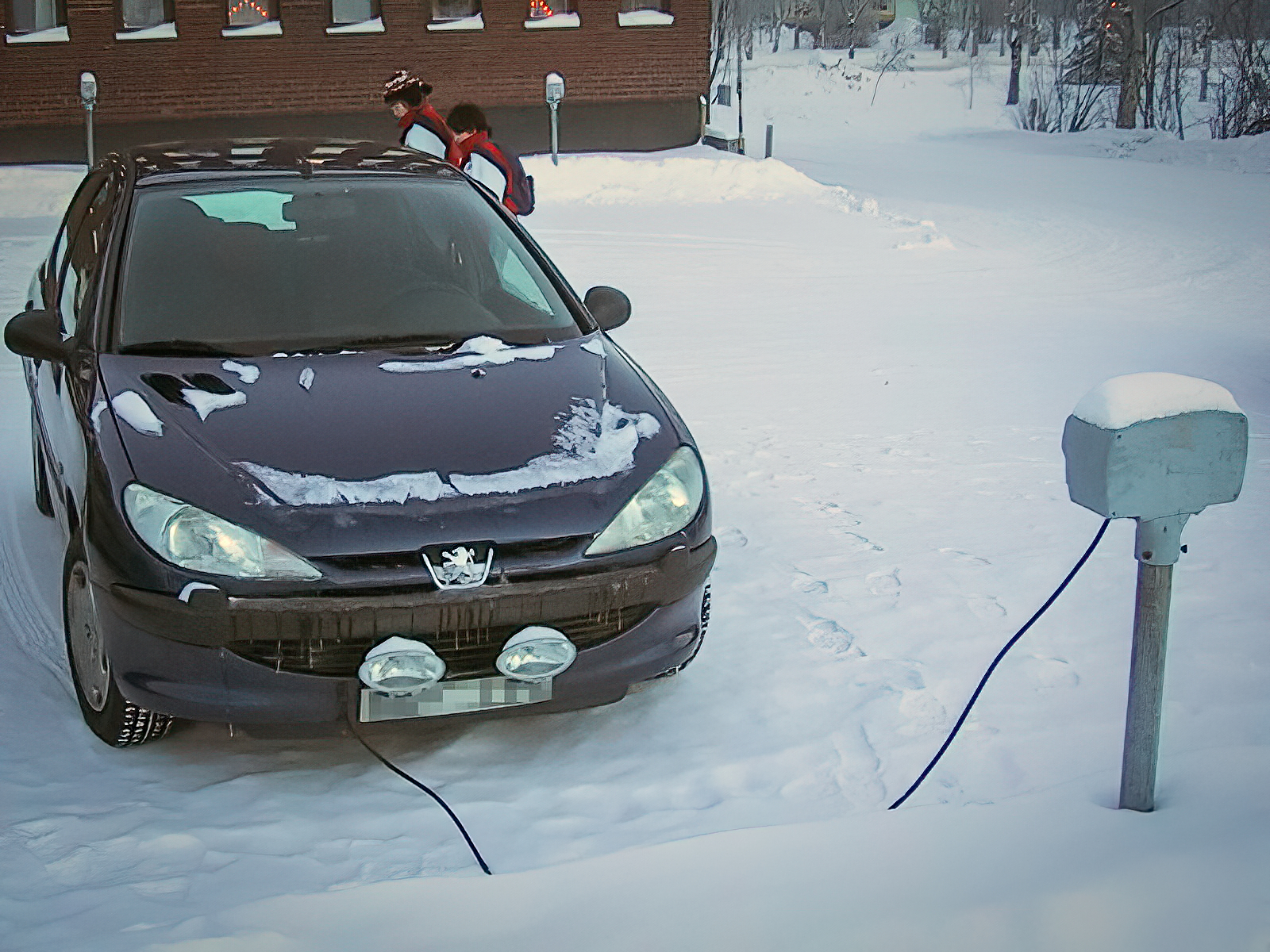
En bil ansluten till en uttagsstolpe för elektrisk motorvärmare

Motorvärmaren uppfanns 1947 av den amerikanske elektroingenjören Andrew Freeman. Fördelarna med motorvärmarna är många, de är relativt billiga, enkla att montera, är ytterst driftsäkra och driftskostnaden är låg. Det finns dock nackdelar som till exempel kravet på tillgång till 230 volts nätspänning och att uppvärmningen tar förhållandevis lång tid. Effektnivån är ungefär 400-600 watt för personbil, elektriska motorvärmare finns med effekter upp till 2000 watt för större motorer. Bland tillverkare av elektriska motorvärmare märks Calix AB och DEFA.

### Typer av motorvärmare
Det finns två huvudtyper av elektriska motorvärmare:
- Värmare som värmer motorns kylarvätska via montage i en frostplugg (insticksvärmare) eller i en slang i motorns kylsystem (slangvärmare).
- Värmare som monteras mot motorns metall och värmer motorns metallhölje, motorblocket (kontaktvärmare).

En elektrisk motorvärmare som används före körning minskar slitaget vid kallstart och gör att motorn kommer upp i arbetstemperatur snabbare. Avgasreningen kommer igång snabbare och minskar utsläpp av skadliga ämnen. En varm motor drar även mindre bränsle än en kall, vilket är ekonomisk fördelaktigt. En motorvärmare är effektiv vid temperaturer upp till +10 grader. Man ska tänka på att en motorvärmare som används fel inte är ekonomisk eftersom elkostnaden kan bli högre än vad bränslebesparingen blir.
Nedan följer för- och nackdelar som en lista:

### Fördelar
- Mindre motorslitage
- Bättre bränsleekonomi
- Miljövänligt
- Effektiv även vid plusgrader

### Nackdelar
- Kräver ett tillgängligt eluttag
- Alla tillverkare har inte samma kontakter/uttag

## Bränsledriven motorvärmare
En bränsledriven motorvärmare är en liten brännkammare som drivs av bilens bränsle, till exempel bensin eller diesel, för att förvärma motorns kylvätska innan start. Dessutom förvärms vanligen passagerarutrymmet. Motorvärmaren är monterad utanför kupén, skild från motorn. Brännkammaren är omsluten av motorns kylarvätska som värms upp. En liten elektrisk pump transporterar kylvätskan till och från värmaren, runt i motorns system och in i passagerarutrymmets värmeelement. Bilens ordinarie kupéfläkt körs samtidigt med värmaren så att kylvätskan kan avge sin värme även till passagerarutrymmet. Värmarna genomför ingen direkt uppvärmning av motoroljan.
En typisk effekt är 5 000 W för en personbil. Vid en utomhustemperatur på 0 °C når motorn sin drifttemperatur, det vill säga en kylvätsketemperatur på cirka 85-90 °C, på 15 minuter. Är värmaren kopplad till passagerarutrymmet blir även detta uppvärmt på ungefär samma tid. Vid mycket låga temperaturer, cirka -25 °C, kan värmaren behöva gå en hel timme. Förbrukningen är cirka 0,4-0,6 liter drivmedel per timme. Värmarens bränsleåtgång sparas till viss del in eftersom bilmotorns initiala förbrukning är avsevärt lägre när den startas varm.
Förutom bränsle förbrukar värmarens pumpar och fläktar relativt mycket elektricitet, vilken tas från bilens startbatteri. De djupurladdningar som värmaren orsakar gör att startbatteriet åldras i förtid. Vissa anläggningar kan kompletteras med en batteriladdare för att undvika urladdning.
Värmaren kan startas från bilens förarplats eller med ett tidur, där tiden för start eller tiden för avfärd anges. Det finns också lösningar där värmaren startas med en fjärrkontroll eller med ett SMS. Idag blir det allt vanligare att man använder sig av en app i sin smartphone.  
Om bilen behöver köras innan värmaren förvärmt motorn till dess drifttemperatur kan värmaren arbeta samtidigt med bilens motor tills drifttemperaturen uppnåtts för att få en kortare uppvärmningstid av motor och passagerarutrymme.
Bland tillverkare av bränsledrivna motorvärmare märks Eberspächer, Webasto och Ardic. Förr var Volvo Flygmotor en tillverkare i Sverige med stor marknadsandel.

## Tillsatsvärmare
Tillsatsvärmare är en bränsledriven motorvärmare som används för att värma upp passagerarutrymmet. Det är en vanlig missuppfattning att dagens dieselmotorer är så effektiva att värmen som motorn avger inte räcker till för att värma passagerarutrymmet i kalla klimat. Större delen av dieselbränslet blir till värme även i de allra modernaste personbilsdieselmotorer som kan köpas idag. En stor del av överskottsvärmen hamnar i avgaserna och den del av värmen som överförs till kylarvätskan räcker inte för att värma kupén. Många biltillverkare har därför installerat en dieseldriven motorvärmare som standard på marknader med kallt klimat, som till exempel den svenska. 
Tillsatsvärmaren är närapå identisk med en bränsledriven motorvärmare men den går bara när motorn är igång och den saknar möjligheten att startas separat då den ibland saknar elektrisk cirkulationspump. Biltillverkaren kan konvertera tillsatsvärmaren till motorvärmare genom små mekaniska ändringar eller en mindre uppgradering av bilens mjukvara.